# Азузум
Азузум (1-а пол. XX століття до н. е.) — енсі міста-держави Ешнунна.

## Життєпис
Ймовірно, був сином енсі Уцуравассу. Про нього відомостей вкрай обмежені. Припускають, що мусив визнати зверхність Ісіну. Також здійснив часткову відбудову царського палацу. 
Йому спадкував син Ур-Нінмаркі.